# ياسو تاكادا
ياسو تاكادا (باليابانية: 高田康雄) هو سباح ياباني، ولد في 9 فبراير 1950 في ميازاكي في اليابان.

## وصلات خارجية
- ياسو تاكادا على موقع الاتحاد الدولي للسباحة (الإنجليزية)
- ياسو تاكادا على موقع أوليمبيديا (الإنجليزية)